# Midnight Café
Midnight Café — третій студійний альбом англійської групи Smokie, який вийшов 9 квітня 1976 року.

## Композиції
1. Something's Been Making Me Blue - 2:59
2. Wild Wild Angels - 3:55
3. Poor Lady (Midnight Baby) - 4:41
4. When My Back Was Against The Wall - 3:34
5. Make Ya Boogie - 5:12
6. Stranger - 4:40
7. What Can I Do - 3:35
8. Little Lucy - 3:44
9. Going Home - 7:32
10. I'll Meet You At Midnight - 3:14

## Склад
- Кріс Норман - вокал, гітара
- Алан Сілсон - гітара
- Террі Аттлі - бас-гітара
- Піт Спенсер - ударні